# Шкода
Шко́да — втрати; збитки, іноді людські жертви, неприємності тощо, що є наслідком яких-небудь дій, вчинків.
Шкода — це будь-яке знецінення блага, що охороняється правом, її поділяють на майнову і немайнову.

## Види
Матеріальна, або Майнова шкода — майнові та/чи грошові збитки, спричинені юридичній або фізичній особі.
Моральна (немайнова) шкода — страждання, заподіяні фізичній особі внаслідок фізичного або психічного впливу, що спричинило погіршення або позбавлення можливостей реалізації ним своїх звичок і бажань, погіршення відносин з оточуючими людьми, ін. негативні наслідки морального характеру.